# Tasov (district de Žďár nad Sázavou)
Pour les articles homonymes, voir Tasov.
Tasov (en allemand : Tassau) est une commune du district de Žďár nad Sázavou, dans la région de Vysočina, en République tchèque. Sa population s'élevait à 675 habitants en 2020.

## Géographie
Tasov se trouve à 9,5 km au sud-est de Velké Meziříčí, à 32,5 km au sud-sud-est de Žďár nad Sázavou, à 38,5 km à l'est-sud-est de Jihlava à 150 km au sud-est de Prague.
La commune est limitée par Jabloňov et Ruda au nord, par Velká Bíteš à l'est, par Čikov et Pyšel au sud, et par Kamenná et Dolní Heřmanice à l'ouest.

## Histoire
La première mention écrite de la localité date de 1233.

## Transports
Par la route, Tasov se trouve à 10,5 km de Velké Meziříčí, à 41 km de Žďár nad Sázavou, à 47 km de Jihlava et à 167 km de Prague.